# Apotropina pulchrifrons
Apotropina pulchrifrons är en tvåvingeart som först beskrevs av de Meijere 1906.  Apotropina pulchrifrons ingår i släktet Apotropina och familjen fritflugor. Inga underarter finns listade i Catalogue of Life.